# Acraea rufoniger
Acraea rufoniger är en fjärilsart som beskrevs av Van Someren 1936. Acraea rufoniger ingår i släktet Acraea och familjen praktfjärilar. Inga underarter finns listade i Catalogue of Life.